# Gersau
Gersau és un municipi del cantó de Schwyz, cap i únic municipi del districte de Gersau.